# شركاء ناشيونال جيوغرافيك
شركاء ناشيونال جيوغرافيك (بالإنجليزية: National Geographic Partners, LLC)‏ هي مشروع مشترك بين شركة والت ديزني (التي تمتلك 73% من الأسهم) والمنظمة العلمية غير الربحية التي تحمل الاسم نفسه منظمة ناشيونال جيوغرافيك (التي تمتلك 27%). وتشرف الشركة على كافة الأنشطة التجارية المتعلقة بالجمعية بما في ذلك إصدارات المجلات والقنوات التلفزيونية. وينقسم مجلس إدارة الشركة بالتساوي بين الجمعية وديزني.